# Gąsienica (larwa)

Budowa gąsienicy:
A – głowa, B – segmenty tułowiowe, C – segmenty odwłokowe,
1 – tarczka przedtułowiowa,
2 – przetchlinka,
3 – odnóża,
4 – posuwki,
5 – posuwka analna,
6 – tarczka analna,
7 – wypustka,
a – oko,
b – przyoczko boczne (stemmata),
c – czułki,
d – żuwaczki,
e – warga górna,
f – trójkąt czołowy

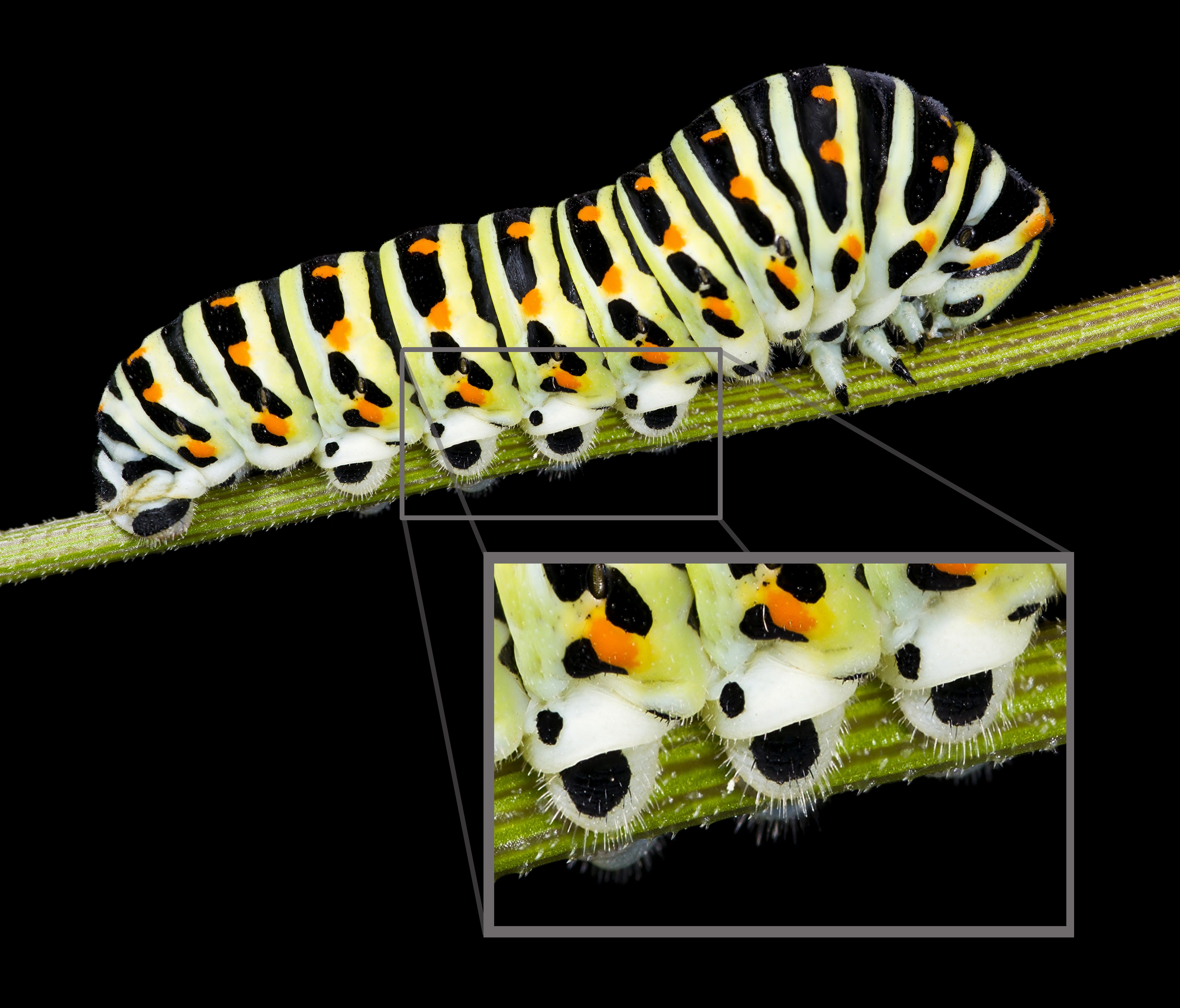
posuwki, Papilio machaon

Gąsienica (łac. eruca) – typ larwy u motyli i błonkówek z podrzędu rośliniarek, jedno ze stadiów rozwoju. Charakteryzuje się miękkim ciałem o robakowatym kształcie i metamerii homonomicznej oraz obecnością nieczłonowanych przydatków odwłokowych nazywanych posuwkami. Jest przykładem larw polipodialnych.
Gąsienice w odróżnieniu od postaci dorosłych posiadają aparat gębowy gryzący, służący do pobierania pokarmu, który z kolei dostarcza budulca i energii do kolejnych przeobrażeń. Gąsienica posiada również oczka proste umieszczone po sześć z każdej strony głowy. Są to prymitywne narządy rejestrujące tylko światło i cień.

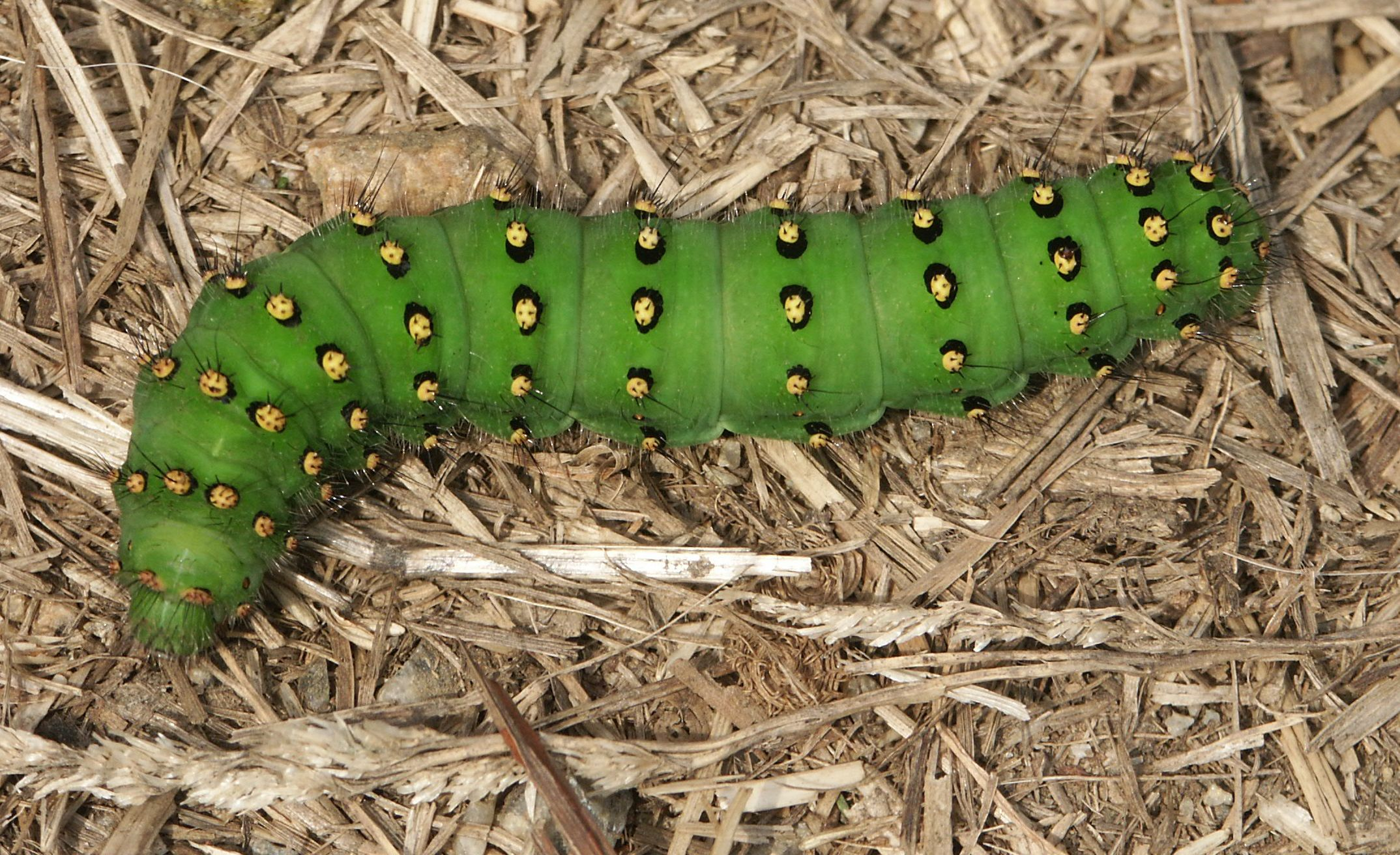
Gąsienica pawicy grabówki

Wydłużone ciało gąsienicy składa się z segmentów (3 tułowia, 10 odwłoka) o dużym podobieństwie. Pokrywa je miękki, elastyczny oskórek, na którego powierzchni mogą występować szczecinki lub różnego typu wypustki. Trzy pary odnóży tułowiowych (stożkowate, krótkie, zakończone pazurkami) oraz od 2, poprzez 5 (u motyli) do 8 posuwek. W wardze dolnej zwykle znajdują się gruczoły przędne, z których wydzieliny tworzony jest oprzęd. 
Zazwyczaj stadium larwalne trwa miesiąc lub dwa, a jeśli owad zimuje w formie larwy, to nawet dziesięć.
Rozwój trociniarek i przezierników może przedłużyć się do kilku lat.